# Малокатеринівська селищна рада
Малокатери́нівська се́лищна ра́да — адміністративно-територіальна одиниця та орган місцевого самоврядування в Запорізькому районі Запорізької області. Адміністративний центр — селище міського типу Малокатеринівка.

## Загальні відомості
Малокатеринівська селищна рада утворена в 1938 році.
- Територія ради: 20,22 км²
- Населення ради: 3447 осіб (станом на 2015 рік)
- Територією ради протікає річка Конка

## Населені пункти
Селищній раді підпорядковані населені пункти:
- смт Малокатеринівка

## Склад ради
Рада складається з 20 депутатів та голови.
- Голова ради: Волик Людмила Анатоліївна
- Секретар ради: Лобач Марина Всеволодівна

### Керівний склад попередніх скликань
| Прізвище, ім'я, по батькові | Основні відомості                     | Дата обрання | Дата звільнення |
| --------------------------- | ------------------------------------- | ------------ | --------------- |
| Карабаджак Семен Петрович   | Селищний голова, 1949 року народження | 26.03.2006   | 31.10.2010      |

Примітка: таблиця складена за даними сайту Верховної Ради України

### Депутати
За результатами місцевих виборів 2010 року депутатами ради стали:

#### За суб'єктами висування
| Суб'єкт висування          | Кількість обраних депутатів | %  |
| -------------------------- | --------------------------- | -- |
| Самовисування              | 12                          | 60 |
| Партія регіонів            | 4                           | 20 |
| Партія «Реформи і порядок» | 4                           | 20 |

#### За округами
| № округу                   | Прізвище, ім'я, по батькові     | Дата визнання обраним | Освіта  | Партійна приналежність          | Відомості про обраного депутата                                        |
| -------------------------- | ------------------------------- | --------------------- | ------- | ------------------------------- | ---------------------------------------------------------------------- |
| Партія регіонів            |                                 |                       |         |                                 |                                                                        |
| 8                          | Краснікова Тетяна Іванівна      | 03.11.2010            | середня | член Партії регіонів            | приватний підприємець «Краснікова Т. І.»                               |
| 10                         | Різник Олександр Вікторович     | 03.11.2010            | середня | член Партії регіонів            | приватний підприємець «Різник О. В.»                                   |
| 15                         | Опанасенко Алла Іванівна        | 03.11.2010            | середня | член Партії регіонів            | пенсіонер                                                              |
| 20                         | Савченко Галина Григорівна      | 03.11.2010            | середня | член Партії регіонів            | тимчасово не працює                                                    |
| Партія «Реформи і порядок» |                                 |                       |         |                                 |                                                                        |
| 4                          | Куліченко Геннадій Віталійович  | 03.11.2010            | вища    | член Партії «Реформи і порядок» | тимчасово не працює                                                    |
| 7                          | Прочан Сергій Іванович          | 03.11.2010            | вища    | член Партії «Реформи і порядок» | комунальне підприємство «Водоканал», майстер                           |
| 17                         | Коваленко Анатолій Іванович     | 03.11.2010            | середня | член Партії «Реформи і порядок» | приватний підприємець «Коваленко А. І.»                                |
| 19                         | Бондаренко Олександр Григорович | 03.11.2010            | вища    | член Партії «Реформи і порядок» | Малокатеринівська гімназія «Мрія», вчитель                             |
| Самовисування              |                                 |                       |         |                                 |                                                                        |
| 1                          | Коса Олександр Петрович         | 03.11.2010            | середня | позапартійний                   | пенсіонер                                                              |
| 2                          | Пронін Анатолій Миколайович     | 03.11.2010            | вища    | позапартійний                   | нафтова компанія, перекладач                                           |
| 3                          | Богачова Любов Володимирівна    | 03.11.2010            | середня | позапартійна                    | приватний підприємець «Богачова Л. В.»                                 |
| 5                          | Волик Леонід Миколайович        | 03.11.2010            | середня | позапартійний                   | приватний підприємець «Волик Л. М.»                                    |
| 6                          | Бован Олександр Іванович        | 03.11.2010            | середня | позапартійний                   | приватний підприємець «Бован О. І.»                                    |
| 9                          | Грибова Надія Володимирівна     | 03.11.2010            | вища    | позапартійна                    | Малокатеринівська гімназія «Мрія», директор                            |
| 11                         | Ковтун Роза Петрівна            | 03.11.2010            | вища    | позапартійна                    | Малокатеринівська Селищна рада, секретар                               |
| 12                         | Висоцький Олександр Юрійович    | 03.11.2010            | вища    | позапартійний                   | Громадська організація Запорізького району — Федерації футболу, голова |
| 13                         | Грушко Валентина Іванівна       | 03.11.2010            | середня | позапартійна                    | Малокатеринівська бібліотека, завідувачка                              |
| 14                         | Рибний Дмитро Валентинович      | 03.11.2010            | середня | позапартійний                   | Придніпровська залізниця, майстер                                      |
| 16                         | Різник Сергій Володимирович     | 03.11.2010            | середня | позапартійний                   | приватний підприємець «Дарія»                                          |
| 18                         | Борисенко Анатолій Іванович     | 03.11.2010            | середня | позапартійний                   | вокзал Запоріжжя-1, тракторист вантажного відділення                   |